# Fakulteta za šport v Ljubljani
Fakulteta za šport je ena od članic Univerze v Ljubljani. Pogovorni naziv ustanove, DIF, je okrajšava za Državni inštitut za fizkulturo v Beogradu.
Trenutni dekan je Damir Karpljuk, profesor športne vzgoje.

## Organizacija
- Katedra za alpsko smučanje
- Katedra za atletiko
- Katedra za biomehaniko športa
- Katedra za filozofijo športa
- Katedra za fitnes in aerobiko
- Katedra za fiziologijo športa
- Katedra za gimnastiko
- Katedra za gorništvo, športno plezanje in aktivnosti v naravi
- Katedra za informatiko športa in statistiko
- Katedra za kineziologijo
- Katedra za košarko
- Katedra za medicino športa
- Katedra za motorično obnašanje, kontrolo in učenje
- Katedra za nogomet
- Katedra za nordijsko smučanje
- Katedra za odbojko
- Katedra za organizacijo in management športa
- Katedra za pedagogiko športa
- Katedra za plavanje, vodne aktivnosti v naravi in vodne športe
- Katedra za plese
- Katedra za predšolsko športno vzgojo
- Katedra za psihologijo športa
- Katedra za rokomet
- Katedra za sociologijo in zgodovino športa
- Katedra za šolsko športno vzgojo
- Katedra za šport na univerzi
- Katedra za športne igre z loparjem
- Katedra za športno dejavnost posameznikov s posebnimi potrebami
- Katedra za športno rekreacijo in zdravje
- Katedra za športno treniranje